# Coremiocnemis cunicularia
Coremiocnemis cunicularia é uma espécie de aranha pertencente à família Theraphosidae.